# Julus laetedorsalis
Julus laetedorsalis är en mångfotingart som beskrevs av Karl Wilhelm Verhoeff 1898. Julus laetedorsalis ingår i släktet Julus och familjen kejsardubbelfotingar. Inga underarter finns listade i Catalogue of Life.